# Pontífice
Pontífice (em latim: pontifex; lit. "construtor de pontes") era, na Antiguidade romana, um membro do principal colégio (colégio) de sacerdotes, o Colégio de Pontífices (Collegium Pontificum), cujo líder era o pontífice máximo (pontifex maximus), inicialmente um posto religioso, posteriormente incorporado pelo imperador romano.
Uma vez que originalmente o termo "Pontífice" refere-se a qualquer sumo sacerdote, como pode ser observado em sua tradução em outras línguas, como o grego, desde o século V o título foi usado para descrever bispos notáveis, e após o século XI, o termo teria passado a ser utilizado apenas para os papas.